# Endre Czeizel
Endre Czeizel (Budapest, Hungría, 3 de abril de 1935 - Ibídem, 10 de agosto de 2015) fue un médico, genetista y profesor húngaro. Conocido por haber descubierto que la vitamina B9 o ácido fólico previene o reduce la formación de trastornos del desarrollo, tales como defectos del tubo neural como la espina bífida.

## Estudios
Sus estudios fueron desarrollados en el gimnasio cisterciana de Budapest y en el gimnasio Rákóczi Ferenc, que siguió sus estudios especializados en la Medicina Universitaria de Semmelweis.

## Actividades profesionales y científicas
En 1959 Czeizel se convirtió en un colaborador del Departamento de Genética y teratología del Instituto Publikhigiena húngaro (OKI) en Budapest. Paralelamente trabajó en el hospital de Budapest Janos Kórház que, hasta en 1973 era un consejero sobre del departamento, y por lo tanto, el laboratorio se convirtió en departamento en el año de 1984. Así que ha sido director del mismo, también ejerció en Investigación de la Organización Mundial de la Salud de Budapest, en la prevención de enfermedades hereditarias.
Desde del año 1973 Czeizel guio y cumplió el consejo genético. Sus principales experimentos fueron de: herencia, enfermedades genéticas, habilidades innatas, datos, entre otros. Tuvo un papel importante en la popularización de la información acerca de la genética. Ha sido editor y presentador-orador de seis series de televisión sobre temas de genética familiar. Fundó el Centro Planificación Familiar en el distrito 14 de Budapest. Fue miembro de varias sociedades científicas.
También fue el director general del Instituto Nacional sobre el cuidado de la salud (Nemzeti Egészségvédelmi Intézet); Entre 1996 y 1998, se retiró de esta función. Él ha hecho registro de las anomalías nativas Vrony del país, presentó un método organizado de asesoramiento genético. También fue la primera persona que describió la especificación de la manifestación de anomalías innatas numéricas y trabajó en el modelo de planificación óptima. Fue también propietario de la consultoría genética en Hungría.
En 1997 fue acusado (junto con Ghati Mariann y otros) en Hungría y los Estados Unidos que fue multado. Además de, que se informó en un libro publicado sobre el tema.

## Títulos
- 1966: es candidato para el título de médico científico de la Academia de Ciencias de Hungría (MTA)
- 1978: recibe el título de médico científico de la Academia de Ciencias de Hungría (MTA)
- Fue Profesor Universitario.

## Premios
- Premio de la Juventud (1987)
- Premio de médico prominente (1988)
- Memorando Fényes Elek (1988)
- Premio Markusovszky (2 veces)
- Merecedor al premio de la República de Hungría (Magyar 1995)
- Premio Kennedy (2000)
- Premio Científico (EE. UU., 2002)

## Principales obras

### En Húngaro
- A születendő gyermek védelmében (1974)
- Az öröklődés Titkai (1976)
- Születésünk titkai (1977)
- Genetikai Tanácsadás. Elmélet és módszer (1981)
- Egy orvosgenetikus etikai gondjai (1983)
- Az értek bennünk van (1984)
- Az egészséges Utódokért (1986)
- "Az élet él és élni akar" (1987)
- A csókok Atka (1989)
- Ki viszi át a szerelmet (1989)
- A magyarság genetikája (1990, y 2003)
- Családfa (1992)
- Költők, gének, titkok (2000)
- Aki kolto akar Lenni, pokolra Kell annak menni? (2001)
- Tudósok, gének, dilemmák (2002)
- Sors és tehetség (2004)
- A Czeizel-úgy (2004)
- Élet / Leltár - A magzatok védelmében (2005) - La vida / Inventario, un libro de Endre Czeizel, publicado con motivo del 70 aniversario en la lista de los acontecimientos más importantes de su vida, la familia, el trabajo, la fe.

### Anglo
Más de 300 publicaciones, aquí están algunas de ellas: 
- Una evaluación etológico de mayor incidencia de anomalías congénitas de extremidades Reducción en Hungría, 1975-1978 (Andrew Czeizel, Stefan Keller y María Bod - International Journal of Epidemiology, 1982)
- Anomalías congénitas múltiples (1988)
- El derecho a nacer sano (1988)